# 1057 هـ
1057 هـ هي سنة في التقويم الهجري امتدت مقابلةً في التقويم الميلادي بين سنتي 1647 و1648.

## وفيات
- ابن علان